# Императорское российское общество плодоводства
Императорское российское общество плодоводства (ИРОП) — общественная организация, существовавшая в Российской империи.

## История
Первое совещание учредителей Российского общества плодоводства состоялось на квартире А. Г. Кнорринга 5 января 1891 года. Учредителями общества пожелали стать следующие лица: П. А. Васильчиков, В. И. Вешняков, граф И. И. Воронцов-Дашков, князь Л. Д. Вяземский, князь А. Е. Гагарин, К. М. Гарткевич, П. И. Глуховской, В. А. Грейг, князь А. С. Долгорукий, П. П. Дурново, барон М. Н. Корф, барон П. Л. Корф, А. Г. Кнорринг, И. И. Курис, Д. П. Малютин, Н. К. Мышенков, Ю. С. Нечаев-Мальцев, М. Н. Раевский, барон Н. А. Рауш-фон Траубенберг, А. Ф. Рудзкий, Н. А. Сергиевский, граф Ф. Ф. Сумароков-Эльстон, А. С. Танеев, граф И. И. Толстой. Н. К. Мышенков, ставший впоследствии секретарём общества, составил его устав, который уже 26 февраля того же года был представлен на утверждение министру Государственных имуществ и утверждён 11 мая. На собрании учредителей 21 мая в члены Правления были избраны К. М. Гарткевич, А. Г. Кнорринг, Д. П. Малютин и барон Н. А. Рауш-фон Траубенберг; казначеем выбран П. И. Глуховской. На собрании общества, состоявшемся 20 декабря 1891 года, было принято решение о переходе журнала «Плодоводство» (с согласия его издателя-редактора профессора А. Ф. Рудзкого) в собственность общества.
Уже на втором году своего существования общество устроило первую русскую ярмарку плодов, состоявшуюся в Соляном городке 1—15 ноября 1892 года; на ней было 103 участника из различных местностей России. Успех ярмарки привёл к решению Правления общества об организации Международной выставки плодоводства, и на её подготовку в 1893 году правительством было выделено пятнадцать тысяч рублей, а в следующем году — ещё сорок пять тысяч. Для её проведения был выделен в Санкт-Петербурге Михайловский манеж с прилегающими территориями. Выставка работала с 11 сентября по 21 октября 1894 года; кроме России в ней участвовало девять государств: восемь европейских и Китай; почётная большая медаль выставки была присуждена французскому отделу, который представлял садовый архитектор и редактор журнала «Le Jardin» Анри Мартине. Во время выставки, с 15 октября и в течение недели, состоялся Международный съезд плодоводов.
Обществом были учреждены Золотая медаль имени императора Александра III, премия имени Эдмунда Маутнера и медали для награждения садовников-плодоводов, служащих у частных садовладельцев.
В 1894 году было выработано «Положение об отделах общества»; первыми открылись: 29 июня 1897 года — Карасубазарский отдел в Крыму; в декабре 1897 года — Виленский отдел; в сентябре 1898 года — Киевский отдел.